# Rebeldes (álbum)
Rebeldes é o álbum de estreia homônimo do grupo musical brasileiro de mesmo nome, originário da telenovela Rebelde. Foi lançado em 30 de setembro de 2011 através da EMI Music em parceria com a Record Entretenimento. O primeiro single lançado foi "Do Jeito Que Eu Sou", em agosto de 2011.
Rebeldes foi inteiramente produzido por Rick Bonadio e contém composições do próprio ao lado de Di Ferrero, Gee Rocha, Eric Silver e Cris Morena, criadora de Rebelde Way. O álbum estreou na terceira posição da tabela musical Top Álbuns Brasil e apareceu na 12.ª posição na lista dos discos mais vendidos no país em 2011, ambas da Pro-Música Brasil (PMB). Recebeu certificado de platina e vendeu 120 mil cópias.

## Antecedentes
Em 2010, foi anunciado que a Record iria produzir uma versão brasileira da telenovela argentina adolescente Rebelde Way (2002), só que baseada na versão mexicana Rebelde (2004), sendo uma parceria com a Televisa. Em 11 de março de 2011, foi divulgado que Rick Bonadio seria o produtor musical do grupo que viria a sair da trama para a vida real. Rebelde estreou na Record no dia 21 de março, com os protagonistas sendo Micael Borges, Sophia Abrahão, Lua Blanco, Arthur Aguiar, Chay Suede e Mel Fronckowiak.
Em julho, a Record revelou que o nome do grupo seria Rebeldes. Logo após, eles fizeram sua apresentação de estreia na final da sexta temporada do Ídolos, cantando "Rebelde para Sempre", música de abertura da telenovela, e a inédita "Do Jeito Que Eu Sou".

## Composição e produção
Rebeldes é um álbum pop e teen pop com vertentes de dance e rock e contém influências de hip hop e das cantoras Lady Gaga, Katy Perry e Madonna.
Grande parte das faixas do álbum foram escritas pelo trio Rick Bonadio, Di Ferrero e Gee Rocha, com os dois últimos sendo membros da banda NX Zero, e produzidas por Bonadio. A primeira canção do álbum a ser gravada foi "Rebelde para Sempre", entre março e maio de 2011. Ainda em maio, também foram gravadas as faixas "Do Jeito Que Eu Sou" e "O Amor Está em Jogo".
Ferrero e Rocha não tiveram créditos de composição em apenas duas canções, sendo elas: "Só Pro Meu Prazer", regravação da banda Heróis da Resistência, e "Você É o Melhor pra Mim", escrita por Bonadio, Eric Silver e Cris Morena.

## Lançamento e divulgação
Rebeldes foi lançado em formato físico no dia 30 de setembro de 2011 e para download digital em novembro. O álbum foi disponibilizado no Spotify em setembro de 2021, porém foi retirado em 2024.
Dois singles foram lançados do álbum. "Do Jeito Que Eu Sou" foi lançada como primeiro single do álbum e do grupo, chegando a alcançar a 46.ª posição na parada musical Hot 100 Airplay da Billboard Brasil em outubro de 2011. Em dezembro de 2011, o vídeo musical da canção foi disponibilizado no portal R7. Foi lançado também no programa Acesso MTV: Clipes da MTV Brasil em março de 2012. Uma versão acústica da canção está presente como bônus no álbum. "Depois da Chuva" foi lançada como segundo e último single do álbum em 15 de junho de 2012. O vídeo musical da canção inclui cenas extraídas do primeiro DVD do grupo.
A primeira apresentação ao vivo do grupo foi na final da sexta temporada do programa Ídolos, em 14 de julho de 2011. Eles cantaram as faixas "Rebelde para Sempre" e "Do Jeito Que Eu Sou".
O grupo divulgou o álbum na sua turnê de estreia, Nada Pode Nos Parar (2011–12). Em dezembro de 2011, eles gravaram seu primeiro DVD durante duas apresentações no Espaço das Américas, em São Paulo, intitulado Rebeldes: Ao Vivo e que foi lançado em abril de 2012.

## Lista de faixas
Exceto onde indicado, todas as faixas foram escritas por Di Ferrero, Gee Rocha e Rick Bonadio.
1. "Do Jeito Que Eu Sou" – 3:18
2. "O Amor Está em Jogo" – 3:32
3. "Quando Estou do Seu Lado" – 4:03
4. "Livre pra Viver" – 3:23
5. "Outra Frequência" – 3:21
6. "Como um Rockstar" – 3:28
7. "Rebelde para Sempre" – 3:10
8. "Juntos Até o Fim" – 3:56
9. "Tchau pra Você" – 3:16
10. "Um Dia de Cada Vez" – 3:06
11. "Depois da Chuva" – 3:48
12. "Só Pro Meu Prazer" (Leoni, Fabiana Kherlakian) – 3:43
13. "Ponto Fraco" – 3:41
14. "Você É o Melhor pra Mim" (Rick Bonadio, Eric Silver, Cris Morena[a 2]) – 3:03
15. "Do Jeito Que Eu Sou" (versão acústica; faixa bônus) – 3:17

## Créditos de elaboração
Todos os integrantes do Rebeldes participaram da elaboração do álbum e tiveram participação em pelo menos uma das canções do álbum. Os envolvidos na composição do álbum são Di Ferrero, Gee Rocha, Rick Bonadio, Eric Silver e Cris Morena – exceto na faixa "Só pro Meu Prazer" – e produzidas e mixadas por Bonadio com assistência de Renato Patriaca, que também foi responsável pela masterização.
O álbum foi gravado e mixado no Midas Studios, em São Paulo, com supervisão de Patriaca e Giu Daga e assistência de Marco Lafico e Kayoh Norcia. Bonadio também cuidou dos arranjos, da programação e tocou piano, guitarra, baixo e bateria. Rocha cuidou de alguns arranjos adicionais, e tocou guitarra e violão. Silver também tocou violão, juntamente com o violino. Os vocais de apoio foram realizados por Paulo Anhaia, Iara Negrete e Luciana Andrade. A arte da capa foi feita por Rogerio Fires, enquanto Michel Angelo foi o fotógrafo do encarte do álbum.
- Rick Bonadio – produção, mixagem, arranjos, programações, teclados, pianos, guitarras, baixo, bateria
- Renato Patriarca – gravação, assistência de mixagem, masterização, lógica, programação extra, pós-produção vocal
- Giu Daga – gravação, pós-produção vocal
- Marcio Lafico – assistência de gravação
- Kayoh Norcia – assistência de gravação
- Gee Rocha – arranjos adicionais, guitarras, violões
- Eric Silver – violões, mandolin, violinos, arranjo de cordas, regência
- Paulo Anhaia – arranjos de vocais de apoio, vocais de apoio
- Iara Negrete – vocais de apoio
- Luciana Andrade – vocais de apoio
- Paulo Junqueiro – direção artística
- Victor Kelly – gerência artística
- Rogerio Fires – direção de arte
- Michel Angelo – fotos

## Desempenho comercial
Rebeldes fez sua estreia na tabela de discos da Pro-Música Brasil (PMB), a Top Álbuns Brasil, durante a semana de 10 de outubro de 2011, ficando na terceira posição por duas semanas consecutivas e permanecendo no top dez até a semana de 27 de abril de 2012, totalizando 26 semanas. Em novembro de 2011, foi certificado com ouro pela marca de 40 mil cópias vendidas. Em dezembro, alcançou a marca de 80 mil vendas, recebendo disco de platina em fevereiro de 2012. Em abril de 2012, foi divulgado que o projeto havia comercializado 120 mil réplicas.

### Tabelas musicais
| Tabela musical (2011)            | Posição de pico |
| -------------------------------- | --------------- |
| Brasil (Billboard Brazil Albums) | 3               |

| Tabela musical (2011) | Posição |
| --------------------- | ------- |
| Brasil (PMB)          | 12      |

| País         | Certificação | Vendas  |
| ------------ | ------------ | ------- |
| Brasil (PMB) | Platina      | 120.000 |